# Liroconiet
Het mineraal liroconiet is een gehydrateerd koper-aluminium-arsenaat met de chemische formule Cu2Al(AsO4)(OH)4·4(H2O).

## Eigenschappen
Het doorzichtig tot doorschijnend (verdigris)groene, licht- of hemelsblauwe liroconiet heeft een glas- tot harsglans, een lichtblauwe streepkleur en de splijting van het mineraal is onduidelijk volgens de kristalvlakken [100] en [011]. Het kristalstelsel is monoklien. Liroconiet heeft een gemiddelde dichtheid van 2,95, de hardheid is 2 tot 2,5 en het mineraal is niet radioactief. De dubbelbreking van liroconiet is 0,0630 en de brekingsindex ligt tussen 1,612 en 1,675.

## Voorkomen
Liroconiet is een secundair mineraal dat voorkomt in arseenhoudende afzettingen. De typelocatie van liroconiet is Wheal Gorland, Gwennap, Cornwall, Engeland. Het mineraal wordt verder gevonden in Devon (Verenigd Koninkrijk). Ook in de Oeral en in Duitsland wordt liroconiet gevonden.